# Adolph Bangert
Adolph Wilhelm Bangert (* 8. Januar 1804 in Sachsenberg; † 17. Januar 1855 ebenda) war ein deutscher Fuhrmann, Bürgermeister und Politiker.

## Leben
Bangert war der Sohn von Johann Henrich Ludwig Bangert (* 7. Februar 1762 in Adorf; † 27. Februar 1839 in Sachsenberg) und dessen Ehefrau Catharina Louise geborene Artzt (* 2. August 1761 in Sachsenberg; begraben 1. August 1819 ebenda), der Witwe des Johann Daniel Senge (Sänge) aus Sachsenberg. Er war evangelisch und heiratete am 12. Oktober 1823 in Sachsenberg Anna Elisabeth Mann (* 30. September 1800 in der untersten Butzmühle bei Viermünden; † 7. Dezember 1866 in Sachsenberg), Tochter des Müllers Johann Wilhelm Mann und der Anna Maria Otto. Der Onkel Adolph Christian Artzt (* 8. März 1769 in Sachsenberg; † 5. April 1829 in Arolsen) wurde Regierungs- und Konsistorialrat.
Bangert lebte als Fuhrmann, später als Postexpedient in Sachsenberg. Von Herbst 1840 bis zum 1. April 1848 war er Bürgermeister in Sachsenberg, Im Rahmen der Märzrevolution trat er auf Druck von mit der Haushaltsbewirtschaftung unzufriedenen Bürgern zurück, um Ruhe und Ordnung aufrechtzuerhalten. Er war vom 9. November 1840 bis zum 1. April 1848 Mitglied des Landstandes des Fürstentums Waldeck. Er starb durch Suizid und ertränkte sich  in der Nuhne.